# Rallye de Suède 1983
Le Rallye de Suède 1983 (33rd International Swedish Rally), disputé du 11 au 13 février 1983, est la cent-treizième manche du championnat du monde des rallyes (WRC) courue depuis 1973, et la deuxième manche du championnat du monde des conducteurs de rallyes 1983. L'épreuve est également la quatrième manche du championnat d'Europe des rallyes, mais, pour la quatrième fois depuis 1973, a été évincée du championnat du monde des marques.

## Contexte avant la course

### Le championnat du monde

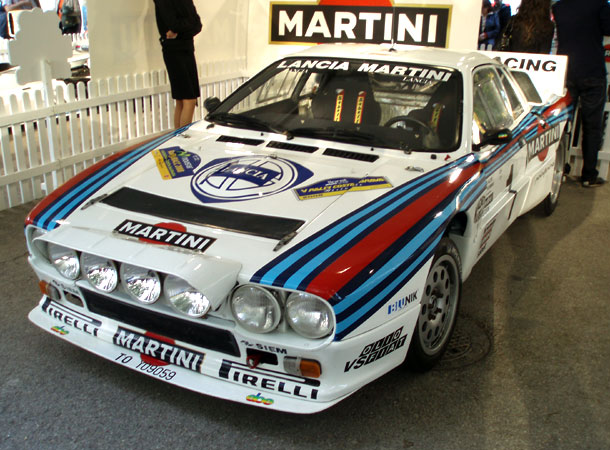
Victorieuses au Rallye Monte-Carlo, les Lancia Rally 037 seront absentes en Suède.

Ayant succédé en 1973 au championnat international des marques (en vigueur de 1970 à 1972), le championnat du monde des rallyes se dispute sur un maximum de treize manches, comprenant les plus célèbres épreuves routières internationales, telles le Rallye Monte-Carlo, le Safari ou le RAC Rally. Depuis 1979, le championnat des constructeurs a été doublé d'un championnat pilotes, ce dernier remplaçant l'éphémère Coupe des conducteurs, organisée à seulement deux reprises en 1977 et 1978. Le calendrier 1983 intègre douze manches pour l'attribution du titre de champion du monde des pilotes dont dix sélectives pour le championnat des marques (le Rallye de Suède et le Rallye de Côte d'Ivoire en étant exclus). Les épreuves sont réservées aux catégories suivantes :
- Groupe N : voitures de grande production de série, ayant au minimum quatre places, fabriquées à au moins 5000 exemplaires en douze mois consécutifs ; modifications très limitées par rapport au modèle de série (bougies, amortisseurs).
- Groupe A : voitures de tourisme de grande production, fabriquées à au moins 5000 exemplaires en douze mois consécutifs, avec possibilité de modifications des pièces d'origine ; poids minimum fonction de la cylindrée.
- Groupe B : voitures de grand tourisme, fabriquées à au moins 200 exemplaires en douze mois consécutifs, avec possibilité de modifications des pièces d'origine (extension d'homologation portant sur 10% de la production). Les élargisseurs d'aile rapportés sont interdits[3].
- En outre, les anciennes voitures des groupes 2 (tourisme spécial) et 4 (grand tourisme spécial) sont admises à participer aux manches mondiales, mais leurs résultats ne seront pas pris en compte dans le cadre du championnat[4].

Championne du monde des marques en 1982, Audi devra cette saison faire face à la Scuderia Lancia. L'équipe italienne a brillamment commencé l'année : la Lancia Rally 037 a réalisé un doublé lors de l'épreuve inaugurale, le double champion du monde Walter Röhrl et son coéquipier Markku Alén ayant nettement devancé les Audi Quattro de Stig Blomqvist et Hannu Mikkola au Rallye Monte-Carlo, caractérisé par l'absence de neige. Visant principalement le titre constructeurs, Lancia ne dispute cependant pas la manche suédoise, comptant uniquement pour le championnat des pilotes, laissant Audi sans réelle opposition dans cette épreuve.

### L'épreuve
Créé en 1950 sous le nom de Rallye du soleil de minuit, le Rallye de Suède était à l'origine une compétition estivale. Elle fut intégrée au championnat d'Europe dès 1953. À partir de 1966, les organisateurs modifièrent totalement le style de épreuve, concentrant le parcours dans la région du Värmland, le départ ayant désormais lieu au cœur de l'hiver. Jusqu'en 1976, le parcours était tenu secret et les reconnaissances impossibles, formule par la suite abandonnée afin d'attirer un plus grand nombre de participants. Auteur de six succès entre 1971 et 1982, Stig Blomqvist y détient le record de victoires. Seul le Finlandais Hannu Mikkola, victorieux en 1981, a été capable de briser la mainmise des pilotes suédois sur leur épreuve nationale.

## Le parcours
- départ : 11 février 1983 de Karlstad
- arrivée : 13 février 1983 à Karlstad

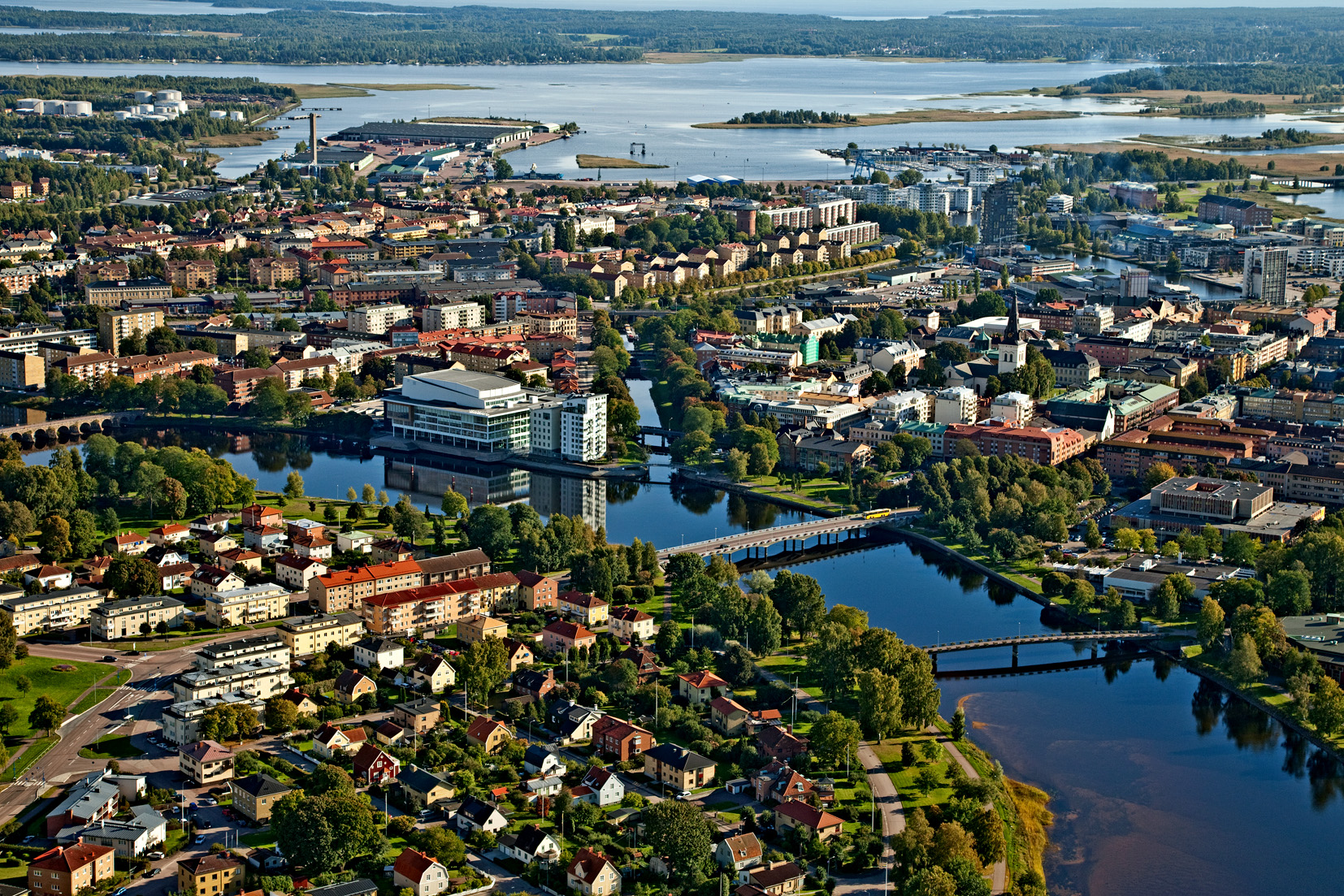
Karlstad, point central de l'épreuve.

- distance : 1505 km dont 470,1 km sur 24 épreuves spéciales (25 épreuves initialement prévues, pour un total de 476,1 km chronométrés)
- surface : neige et glace
- Parcours divisé en trois étapes[7]

### Première étape
- Karlstad - Karlstad, le 11 février
- 8 épreuves spéciales, 112,7 km

### Deuxième étape
- Karlstad - Karlstad, le 12 février
- 9 épreuves spéciales, 240,6 km (10 épreuves initialement prévues, pour un total de 246,6 km chronométrés)

### Troisième étape
- Karlstad - Karlstad, le 13 février
- 7 épreuves spéciales, 116,8 km

## Les forces en présence
- Audi

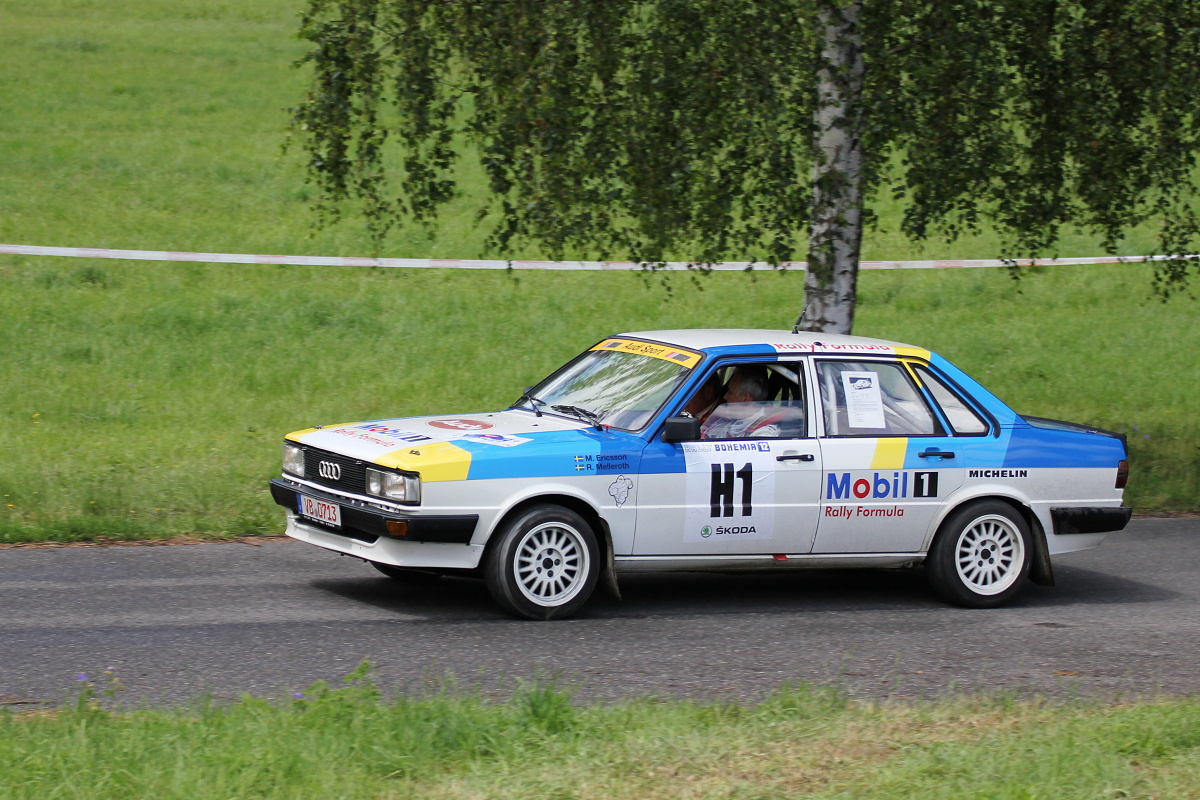
Provisoirement homologuée en groupe B, la 80 Quattro sera la future arme d'Audi en groupe A.

Audi Sport a engagé deux coupés Quattro A1 groupe B pour Hannu Mikkola et Michèle Mouton, ainsi que la nouvelle Audi 80 Quattro, également homologuée en groupe B, confiée à Stig Blomqvist. Pesant 1120 kg, les coupés disposent d'un moteur cinq cylindres vingt soupapes de 2144 cm3, à injection directe Bosch, suralimenté par un turbocompresseur KKK et disposé en position longitudinale avant, d'une puissance de 330 chevaux. Prévue pour une future homologation en groupe A, la voiture de Blomqvist est équipée du même moteur mais en version atmosphérique, la puissance étant de l'ordre de 190 chevaux. Les trois voitures disposent de la transmission intégrale. Mikkola et Mouton utilisent des pneus Michelin TRX, tandis que leur coéquipier est chaussé de pneus locaux Taki. Lasse Lampi pilote son Audi Quattro personnelle, avec laquelle il vient de remporter le Rallye Arctique. Audi Suède a de son côté préparé deux Audi Coupé GT groupe A (moteur cinq cylindres atmosphérique, 180 chevaux) pour Gunnar Pettersson et Mikael Ericsson.
- Opel

L'équipe Opel-Rothmans n'aligne qu'une seule voiture, une Ascona 400 groupe B confiée à Ari Vatanen. Pesant 1075 kg, elle est équipée d'un moteur quatre cylindres de 2420 cm3 développé chez Cosworth ; alimenté par deux carburateurs Weber double-corps, il délivre 265 chevaux à 7500 tr/min. Vatanen utilise des pneus Michelin. Björn Johansson dispose quant à lui d'une Opel Manta  groupe A (1025 kg, 180 chevaux) engagée par Opel Suède.
- Saab

Les concessionnaires de la marque suédoise ont préparé deux Saab 99 Turbo groupe A pour Per Eklund et Ola Strömberg. Ces voitures de 1070 kg ont une puissance de l'ordre de 200 chevaux.
- Volkswagen

Soutenu par VW Motorsport Sweden, Kalle Grundel pilote sa Volkswagen Golf GTI groupe A personnelle. Elle pèse 880 kg et son moteur quatre cylindres de 1800 cm3 délivre 165 chevaux.
- Mazda

L'importateur suédois du constructeur japonais aligne un coupé RX-7 groupe A (1020 kg, moteur birotor, 185 chevaux) pour Bror Danielsson.
- Nissan

L'importateur Nissan a préparé une berline Bluebird Turbo groupe A (1130 kg, environ chevaux) pour Bror Danielsson.

## Déroulement de la course

### Première étape

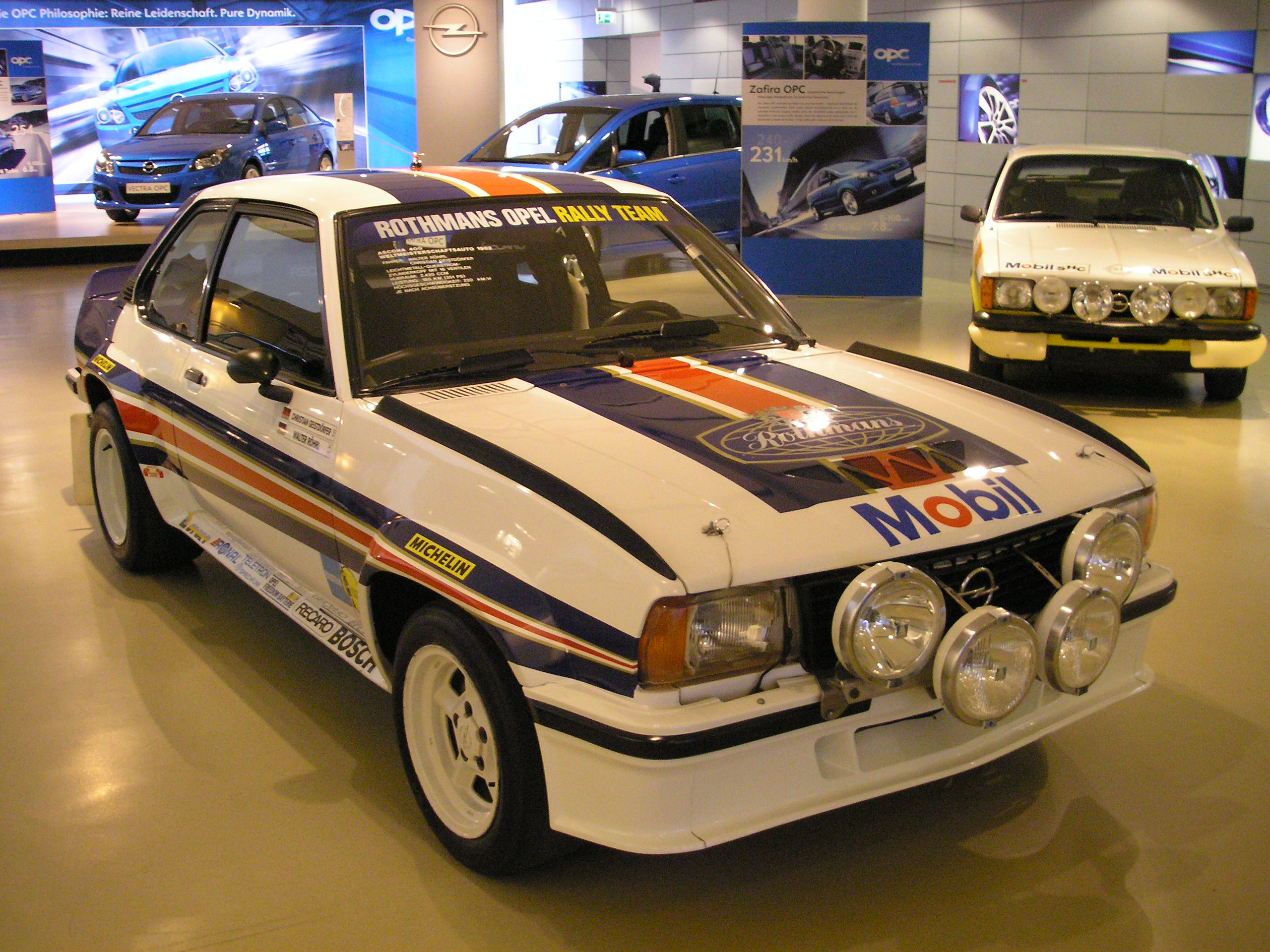
Une Opel Ascona 400 semblable à celle de Vatanen. Une légère sortie de route près de Lisjöberg va éloigner le pilote finlandais des avant-postes.

Les concurrents partent de Karlstad le vendredi matin, sur un parcours bien enneigé. D'emblée, les Audi Quattro dominent, Hannu Mikkola s'emparant du commandement devant Michèle Mouton et Lasse Lampi. Le classement reste inchangé jusqu'à mi-étape, l'écart entre les deux premiers n'étant que de six secondes. Michèle Mouton va cependant perdre le bénéfice de son beau début de course dans le secteur de Lisjöberg, un problème de câble d'accélérateur lui coûtant près de cinq minutes, la reléguant en quarante-et-unième position. Alors qu'il occupait la quatrième place, Ari Vatanen est sorti de la route dans ce même secteur ; l'Opel Ascona est intacte, mais l'équipage mettra près de cinq minutes avant de pouvoir repartir. Mikkola possède alors trente-cinq secondes d'avance sur Lappi et près d'une minute sur Stig Blomqvist, auteur de performances remarquables au volant de son Audi 80. Le pilote suédois va se mettre en évidence dans l'épreuve de Bjälverud, où il devance largement tous ses adversaires et s'empare de la deuxième place du classement général. Il va conserver cette position jusqu'à Karlstad, qu'il rallie avec seulement trente-sept secondes de retard sur Mikkola. Troisième, Lappi est à une minute, loin devant la Volkswagen Golf de Kalle Grundel, qui a pris la tête du groupe A après l'abandon précoce de la Saab de Per Eklund. Après leurs déboires survenus dans la cinquième épreuve spéciale, Mouton et Vatanen occupent respectivement les quatorzième et seizième places.
| Pos. | Pilote                | Copilote            | Voiture               | Groupe | Temps           | Écart        |
| ---- | --------------------- | ------------------- | --------------------- | ------ | --------------- | ------------ |
| 1    | Hannu Mikkola         | Arne Hertz          | Audi Quattro A1       | B      | 1 h 05 min 02 s |              |
| 2    | Stig Blomqvist        | Björn Cederberg     | Audi 80 Quattro       | B      | 1 h 05 min 49 s | + 47 s       |
| 3    | Lasse Lampi           | Pentti Kuukkala     | Audi Quattro A1       | B      | 1 h 06 min 02 s | + 1 min 00 s |
| 4    | Kalle Grundel         | Rolf Melleroth      | Volkswagen Golf GTI   | A      | 1 h 07 min 29 s | + 2 min 27 s |
| 5    | Ola Strömberg         | Bruno Berglund      | Saab 99 Turbo         | A      | 1 h 07 min 31 s | + 2 min 29 s |
| 6    | Mikael Ericsson       | Bo Thorszelius      | Audi Coupé            | A      | 1 h 08 min 08 s | + 3 min 06 s |
| 7    | Sören Nilsson         | Anders Olsson       | Nissan Bluebird Turbo | A      | 1 h 08 min 27 s | + 3 min 25 s |
| 8    | Mats Jonsson          | Åke Gustavsson      | Opel Ascona           | 2      | 1 h 08 min 59 s | + 3 min 57 s |
| 9    | Lars-Erik Walfridsson | Lars Bäckman        | Renault 5 Turbo       | B      | 1 h 09 min 03 s | + 4 min 01 s |
| 10   | Björn Johansson       | Sven-Erik Andersson | Opel Manta GT/E       | A      | 1 h 09 min 10 s | + 4 min 08 s |
| 11   | Bror Danielsson       | Anders Ekling       | Mazda RX-7            | A      | 1 h 09 min 28 s | + 4 min 26 s |
| 12   | Matti Süld            | Eric Gustafsson     | Opel Kadett GT/E      | 2      | 1 h 09 min 29 s | + 4 min 27 s |
| 13   | Gunnar Pettersson     | Arne Pettersson     | Audi Coupé            | A      | 1 h 10 min 07 s | + 5 min 05 s |
| 14   | Michèle Mouton        | Fabrizia Pons       | Audi Quattro A1       | B      | 1 h 10 min 08 s | + 5 min 06 s |
| 15   | Stig Andervang        | Roger Pehrson       | Ford Escort RS1800    | 4      | 1 h 10 min 24 s | + 5 min 22 s |
| 16   | Ari Vatanen           | Terry Harryman      | Opel Ascona 400       | B      | 1 h 10 min 52 s | + 5 min 50 s |

### Deuxième étape
Disputée le samedi, la deuxième étape est la plus longue, comportant deux cent quarante kilomètres chronométrés. La neige est toujours présente et les Audi poursuivent leur domination. Malgré une attaque permanente et sa parfaite connaissance du terrain, Blomqvist ne peut inquiéter Mikkola, qui contrôle facilement la course avec près d'une minute d'avance, le coupé Quattro disposant de près de cent-cinquante chevaux de plus que l'Audi 80. Seules les remontées de Mouton et Vatanen vont modifier le classement, la Française parvenant à finir la journée en quatrième position, trois minutes et demie derrière son coéquipier Lampi qui a concédé du terrain aux deux hommes de tête, tandis que Vatanen occupe désormais la septième place derrière la Volkswagen de Grundel et le coupé Audi de Mikael Ericsson.
| Pos. | Pilote                | Copilote            | Voiture               | Groupe | Temps           | Écart         |
| ---- | --------------------- | ------------------- | --------------------- | ------ | --------------- | ------------- |
| 1    | Hannu Mikkola         | Arne Hertz          | Audi Quattro A1       | B      | 3 h 17 min 44 s |               |
| 2    | Stig Blomqvist        | Björn Cederberg     | Audi 80 Quattro       | B      | 3 h 18 min 42 s | + 58 s        |
| 3    | Lasse Lampi           | Pentti Kuukkala     | Audi Quattro A1       | B      | 3 h 21 min 23 s | + 3 min 39 s  |
| 4    | Michèle Mouton        | Fabrizia Pons       | Audi Quattro A1       | B      | 3 h 23 min 53 s | + 6 min 09 s  |
| 5    | Kalle Grundel         | Rolf Melleroth      | Volkswagen Golf GTI   | A      | 3 h 25 min 43 s | + 7 min 59 s  |
| 6    | Mikael Ericsson       | Bo Thorszelius      | Audi Coupé            | A      | 3 h 28 min 32 s | + 10 min 48 s |
| 7    | Ari Vatanen           | Terry Harryman      | Opel Ascona 400       | B      | 3 h 28 min 48 s | + 11 min 04 s |
| 8    | Sören Nilsson         | Anders Olsson       | Nissan Bluebird Turbo | A      | 3 h 29 min 10 s | + 11 min 26 s |
| 9    | Lars-Erik Walfridsson | Lars Bäckman        | Renault 5 Turbo       | B      | 3 h 31 min 00 s | + 13 min 16 s |
| 10   | Ingvar Carlsson       | Christian Bodén     | BMW 323i              | 2      | 3 h 31 min 19 s | + 13 min 35 s |
| 11   | Bror Danielsson       | Anders Ekling       | Mazda RX-7            | A      | 3 h 31 min 34 s | + 13 min 50 s |
| 12   | Ola Strömberg         | Bruno Berglund      | Saab 99 Turbo         | A      | 3 h 32 min 07 s | + 14 min 23 s |
| 13   | Mats Jonsson          | Åke Gustavsson      | Opel Ascona           | 2      | 3 h 32 min 33 s | + 14 min 49 s |
| 14   | Björn Johansson       | Sven-Erik Andersson | Opel Manta GT/E       | A      | 3 h 32 min 39 s | + 14 min 55 s |
| 15   | Kenneth Eriksson      | Sven-Erik Heinstedt | Opel Ascona           | A      | 3 h 33 min 38 s | + 15 min 54 s |

### Troisième étape
La dernière étape se déroule sans incident notable, Mikkola se maintenant facilement en tête devant Blomqvist. Bien que souvent la plus rapide, Michèle Mouton ne parvient cependant pas à combler son handicap sur Lappi, devant se contenter de la quatrième position derrière son coéquipier finlandais. Mikkola remporte pour la seconde fois le Rallye de Suède, tandis que Grundel, cinquième, s'impose en groupe A. Vatanen est parvenu à regagner une place au cours de cette dernière journée et termine à la sixième place. Soixante-sept équipages ont atteint l'arrivée.

### Classements intermédiaires
Classements intermédiaires des pilotes après chaque épreuve spéciale

### Classement général

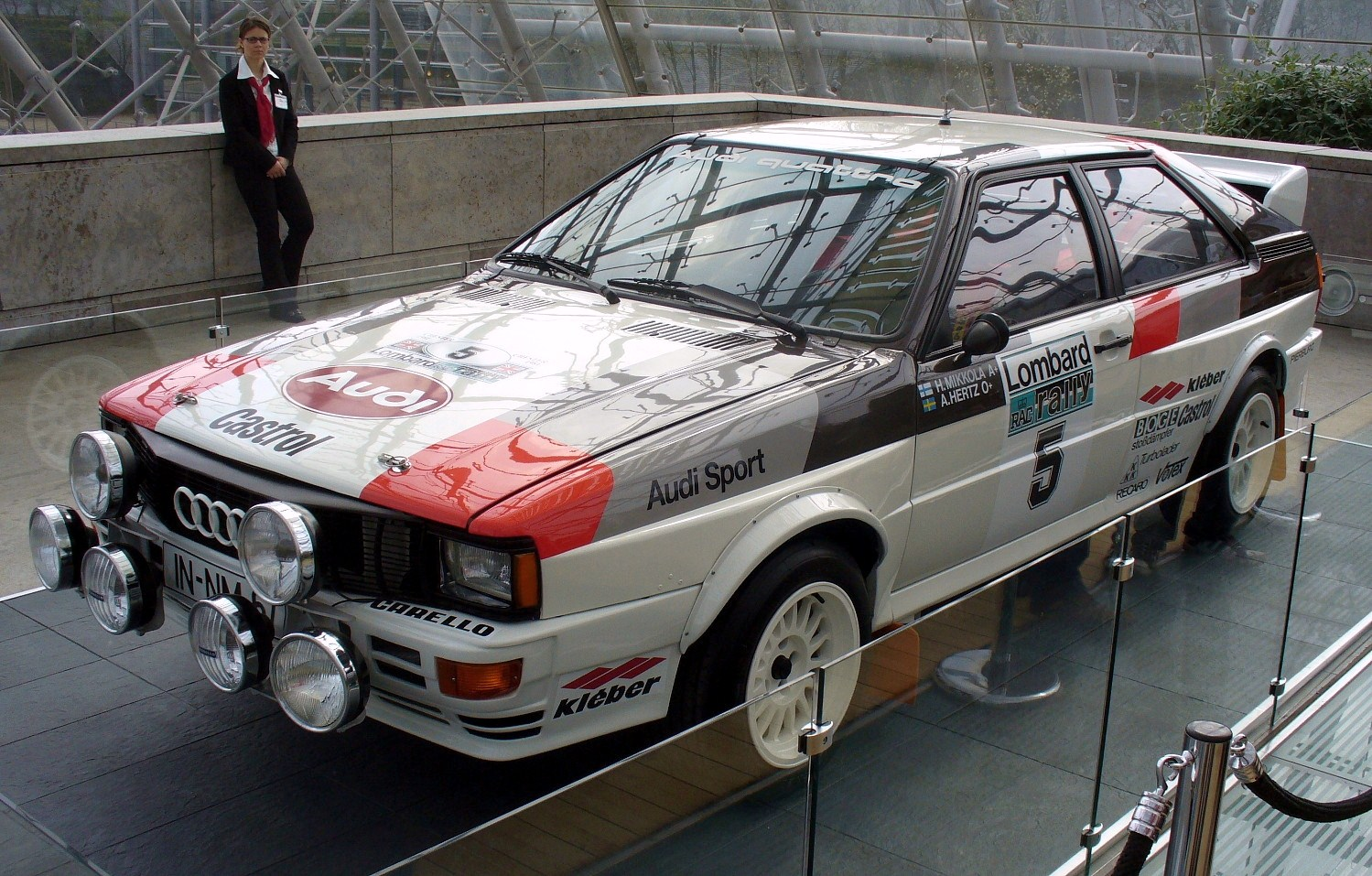
Troisième victoire suédoise consécutive pour l'Audi Quattro.

| Pos | No | Pilote                | Copilote        | Voiture               | Temps           | Écart         | Groupe |
| --- | -- | --------------------- | --------------- | --------------------- | --------------- | ------------- | ------ |
| 1   | 3  | Hannu Mikkola         | Arne Hertz      | Audi Quattro A1       | 4 h 28 min 47 s |               | B      |
| 2   | 1  | Stig Blomqvist        | Björn Cederberg | Audi 80 Quattro       | 4 h 29 min 34 s | + 47 s        | B      |
| 3   | 7  | Lasse Lampi           | Pentti Kuukkala | Audi Quattro A1       | 4 h 32 min 51 s | + 4 min 04 s  | B      |
| 4   | 4  | Michèle Mouton        | Fabrizia Pons   | Audi Quattro A1       | 4 h 33 min 56 s | + 5 min 09 s  | B      |
| 5   | 11 | Kalle Grundel         | Rolf Melleroth  | Volkswagen Golf GTI   | 4 h 38 min 33 s | + 9 min 46 s  | A      |
| 6   | 2  | Ari Vatanen           | Terry Harryman  | Opel Ascona 400       | 4 h 40 min 38 s | + 11 min 51 s | B      |
| 7   | 24 | Sören Nilsson         | Anders Olsson   | Nissan Bluebird Turbo | 4 h 41 min 48 s | + 13 min 01 s | A      |
| 8   | 32 | Mikael Ericsson       | Bo Thorszelius  | Audi Coupé            | 4 h 41 min 55 s | + 13 min 08 s | A      |
| 9   | 20 | Lars-Erik Walfridsson | Lars Bäckman    | Renault 5 Turbo       | 4 h 44 min 16 s | + 15 min 29 s | B      |
| 10  | 23 | Ola Strömberg         | Bruno Berglund  | Saab 99 Turbo         | 4 h 45 min 12 s | + 16 min 25 s | A      |

### Équipages de tête
- ES1 à ES25 :  Hannu Mikkola -  Arne Hertz (Audi Quattro A1)

### Vainqueurs d'épreuves spéciales
- Hannu Mikkola -  Arne Hertz (Audi Quattro A1) : 9 spéciales (ES 1 à 5, 7, 9, 10, 13)
- Stig Blomqvist -  Björn Cederberg (Audi 80 Quattro) : 7 spéciales (ES 6, 8, 11, 15, 17, 20, 24)
- Michèle Mouton -  Fabrizia Pons (Audi Quattro A1) : 6 spéciales (ES 3, 14, 21 à 23, 25)
- Lasse Lampi -  Pentti Kuukkala (Audi Quattro A1) : 2 spéciales (ES 18, 19)
- Ari Vatanen -  Terry Harryman (Opel Ascona 400) : 1 spéciale (ES 16)

## Résultats des principaux engagés
| No | Pilote                | Copilote            | Voiture               | Groupe | Classement général                     | Class. groupe |
| -- | --------------------- | ------------------- | --------------------- | ------ | -------------------------------------- | ------------- |
| 1  | Stig Blomqvist        | Björn Cederberg     | Audi 80 Quattro       | B      | 2e à 47 s                              | 2e            |
| 2  | Ari Vatanen           | Terry Harryman      | Opel Ascona 400       | B      | 6e à 11 min 51 s                       | 5e            |
| 3  | Hannu Mikkola         | Arne Hertz          | Audi Quattro A1       | B      | 1er                                    | 1er           |
| 4  | Michèle Mouton        | Fabrizia Pons       | Audi Quattro A1       | B      | 4e à 5 min 09 s                        | 4e            |
| 5  | Per Eklund            | Ragnar Spjuth       | Saab 99 Turbo         | A      | ab. dans la 3e spéciale (moteur)       | -             |
| 7  | Lasse Lampi           | Pentti Kuukkala     | Audi Quattro A1       | B      | 3e à 4 min 04 s                        | 3e            |
| 9  | Bror Danielsson       | Anders Ekling       | Mazda RX-7            | A      | 14e à 18 min 45 s                      | 6e            |
| 10 | Björn Johansson       | Sven-Erik Andersson | Opel Manta GT/E       | A      | 13e à 18 min 22 s                      | 5e            |
| 11 | Kalle Grundel         | Rolf Melleroth      | Volkswagen Golf GTI   | A      | 5e à 9 min 46 s                        | 1er           |
| 19 | Stig Andervang        | Roger Pehrson       | Ford Escort RS1800    | 4      | ab. dans la 16e spéciale (alternateur) | -             |
| 20 | Lars-Erik Walfridsson | Lars Bäckman        | Renault 5 Turbo       | B      | 9e à 15 min 29 s                       | 6e            |
| 23 | Ola Strömberg         | Bruno Berglund      | Saab 99 Turbo         | A      | 10e à 16 min 25 s                      | 4e            |
| 24 | Sören Nilsson         | Anders Olsson       | Nissan Bluebird Turbo | A      | 7e à 13 min 01 s                       | 2e            |
| 26 | Ingvar Carlsson       | Christian Bodén     | BMW 323i              | 2      | 11e à 17 min 27 s                      | 1er           |
| 27 | Mats Jonsson          | Åke Gustavsson      | Opel Ascona           | 2      | 13e à 18 min 22 s                      | 2e            |
| 29 | Gunnar Pettersson     | Arne Pettersson     | Audi Coupé            | A      | 18e à 24 min 49 s                      | 9e            |
| 32 | Mikael Ericsson       | Bo Thorszelius      | Audi Coupé            | A      | 8e à 13 min 08 s                       | 3e            |
| 34 | Matti Süld            | Eric Gustafsson     | Opel Kadett GT/E      | 2      | 15e à 20 min 20 s                      | 3e            |
| 38 | Kenneth Eriksson      | Sven-Erik Heinstedt | Opel Ascona           | A      | 16e à 20 min 37 s                      | 7e            |

## Classements des championnats à l'issue de la course

### Classement provisoire du championnat du monde (pilotes)
- Attribution des points : 20, 15, 12, 10, 8, 6, 4, 3, 2, 1 respectivement aux dix premiers de chaque épreuve.
- Seuls les sept meilleurs résultats (sur douze épreuves) sont retenus pour le décompte final des points. Autorisés à participer, les pilotes courant sur des voitures des groupes 2 et 4 ne sont pas éligibles aux points. Treizième du Rallye Monte-Carlo, Bruno Saby est considéré dixième de cette épreuve dans le cadre du championnat, car précédé par trois voitures du groupe 4, et marque donc un point.

| Pos. | Pilote                | Marque     | Points | M-C | SUE | POR | SAF | COR | ACR | NZ | ARG | FIN | SAN | CIV | RAC |
| ---- | --------------------- | ---------- | ------ | --- | --- | --- | --- | --- | --- | -- | --- | --- | --- | --- | --- |
| 1    | Hannu Mikkola         | Audi       | 30     | 10  | 20  |     |     |     |     |    |     |     |     |     |     |
| 2    | Stig Blomqvist        | Audi       | 27     | 12  | 15  |     |     |     |     |    |     |     |     |     |     |
| 3    | Walter Röhrl          | Lancia     | 20     | 20  | -   |     |     |     |     |    |     |     |     |     |     |
| 4    | Markku Alén           | Lancia     | 15     | 15  | -   |     |     |     |     |    |     |     |     |     |     |
| 5    | Ari Vatanen           | Opel       | 14     | 8   | 6   |     |     |     |     |    |     |     |     |     |     |
| 6    | Lasse Lampi           | Audi       | 12     | -   | 12  |     |     |     |     |    |     |     |     |     |     |
| 7    | Michèle Mouton        | Audi       | 10     | -   | 10  |     |     |     |     |    |     |     |     |     |     |
| 8    | Kalle Grundel         | Volkswagen | 8      | -   | 8   |     |     |     |     |    |     |     |     |     |     |
| 9    | Henri Toivonen        | Opel       | 6      | 6   | -   |     |     |     |     |    |     |     |     |     |     |
| 10   | Jean Ragnotti         | Renault    | 4      | 4   | -   |     |     |     |     |    |     |     |     |     |     |
| 10=  | Sören Nilsson         | Nissan     | 4      | -   | 4   |     |     |     |     |    |     |     |     |     |     |
| 12   | Jean-Claude Andruet   | Lancia     | 3      | 3   | -   |     |     |     |     |    |     |     |     |     |     |
| 12=  | Mikael Ericsson       | Audi       | 3      | -   | 3   |     |     |     |     |    |     |     |     |     |     |
| 14   | Francis Serpaggi      | Lancia     | 2      | 2   | -   |     |     |     |     |    |     |     |     |     |     |
| 14=  | Lars-Erik Walfridsson | Renault    | 2      | -   | 2   |     |     |     |     |    |     |     |     |     |     |
| 16   | Bruno Saby            | Renault    | 1      | 1   | -   |     |     |     |     |    |     |     |     |     |     |
| 16=  | Ola Strömberg         | Saab       | 1      | -   | 1   |     |     |     |     |    |     |     |     |     |     |

### Classement provisoire du championnat d'Europe
- attribution des points : 20, 15, 12, 10, 8, 6, 4, 3, 2, 1 respectivement aux dix premiers de chaque manche, auxquels sont appliqués des coefficients pouvant aller de un à quatre en fonction de l'importance des épreuves.

| Pos. | Pilote          | Marque     | Points |
| ---- | --------------- | ---------- | ------ |
| 1    | Hannu Mikkola   | Audi       | 80     |
| 2    | Lasse Lampi     | Audi       | 68     |
| 3    | Marc Duez       | Audi       | 60     |
| 3=   | Stig Blomqvist  | Audi       | 60     |
| 5    | Tony Pond       | Nissan     | 45     |
| 6    | Franz Wittmann  | Audi       | 40     |
| 6=   | Michèle Mouton  | Audi       | 40     |
| 8    | Guy Colsoul     | Opel       | 36     |
| 9    | Kalle Grundel   | Volkswagen | 32     |
| 10   | Georg Fischer   | Mitsubishi | 30     |
| 10=  | Patrick Snijers | Porsche    | 30     |

- Épreuves disputées : Rallye Jänner (coefficient 2), Rallye Arctique (coefficient 1), Boucles de Spa (coefficient 3) et Rallye de Suède (coefficient 4)